# Yutu-2

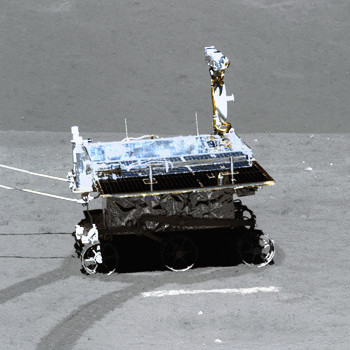
Łazik Yutu-2

Yutu-2 – chiński łazik misji Chang’e 4. Wystrzelony został 7 grudnia 2018 r. o 18:23 UTC, wszedł na orbitę księżycową 12 grudnia 2018 r. Wykonał miękkie lądowanie po drugiej stronie Księżyca 3 stycznia 2019 r. Yutu-2 działa obecnie jako najdłużej żyjący łazik księżycowy i pierwszy łazik księżycowy przemierzający niewidoczną stronę Księżyca.